# کمدن تاون
longitudeکمدن تاونlatitudeکمدن تاون
کمدن تاون (به انگلیسی: Camden Town) یک شهرک و ناحیه در لندن است که در منطقه کمدن لندن واقع شده‌است.
جمعیت این ناحیه ۲۴٬۵۳۸ نفر است.

## نگارخانه

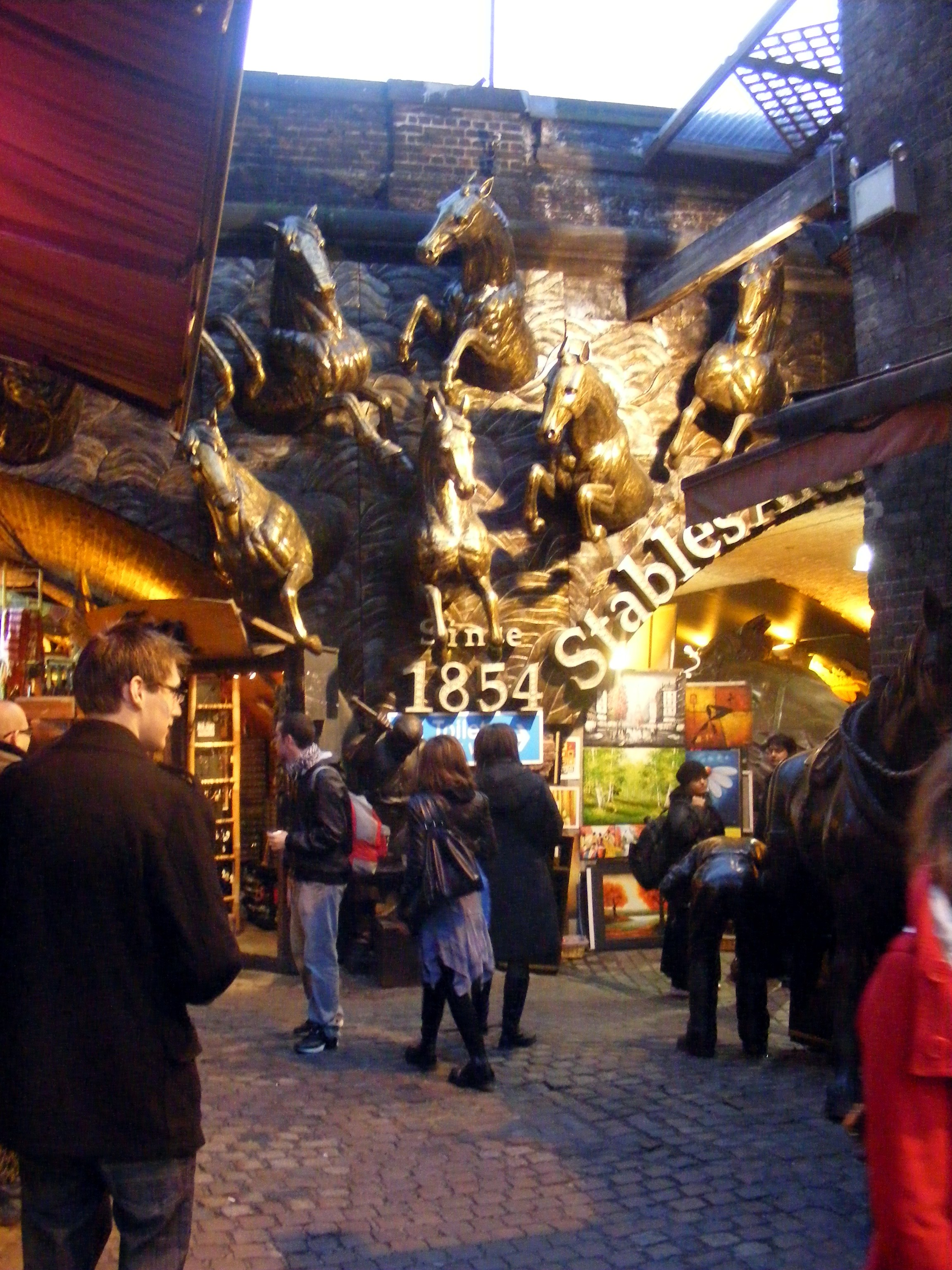
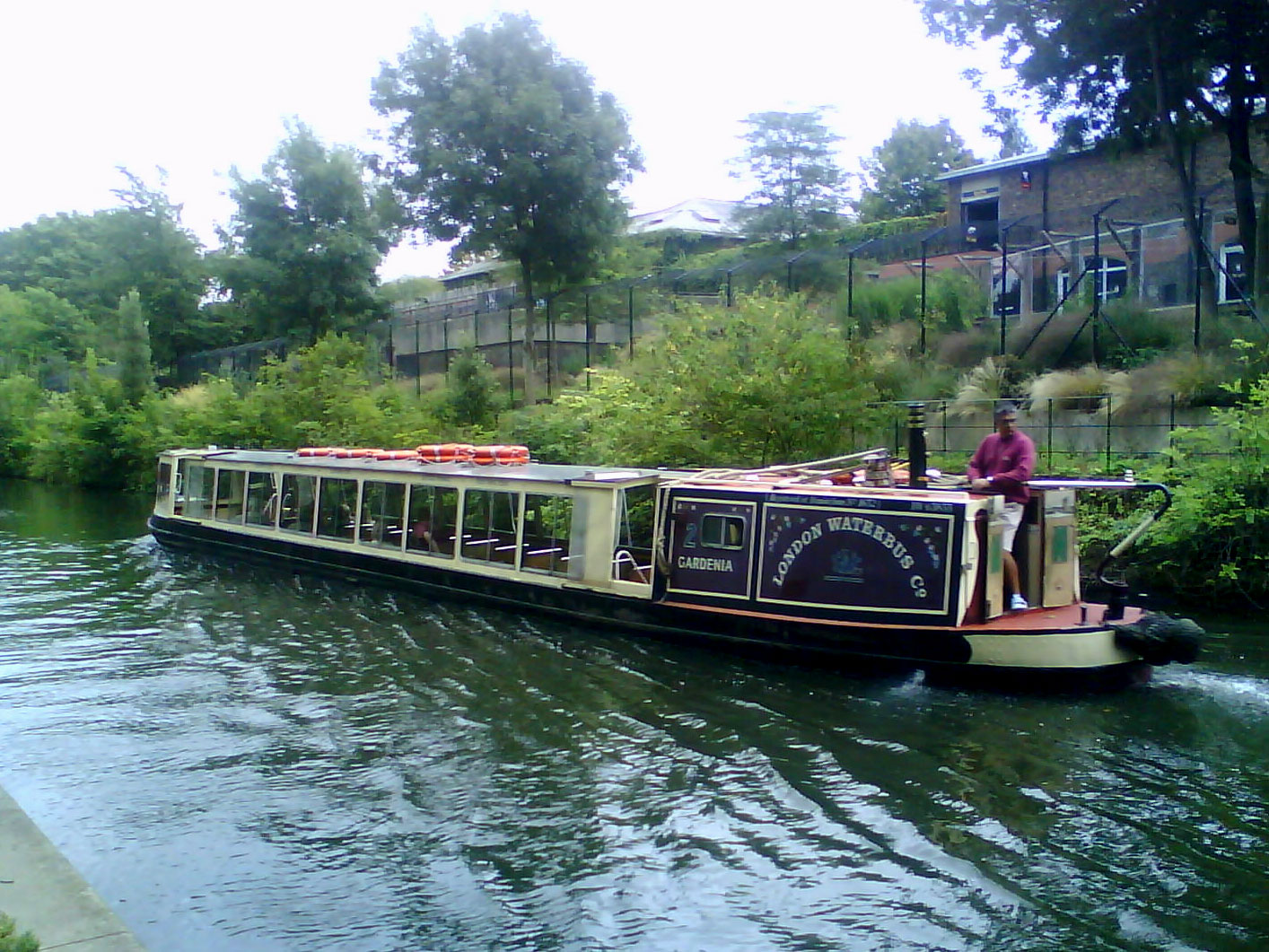
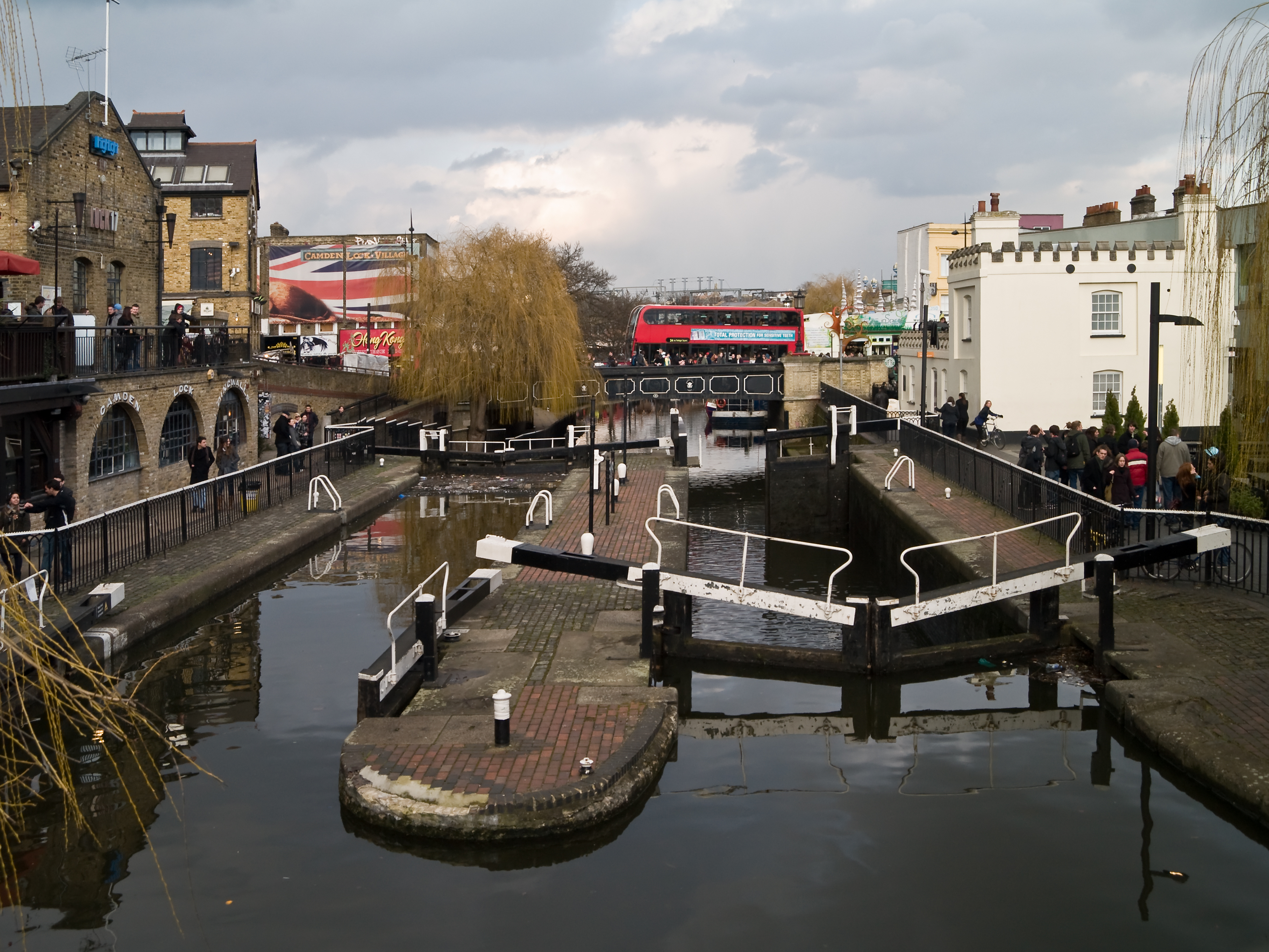
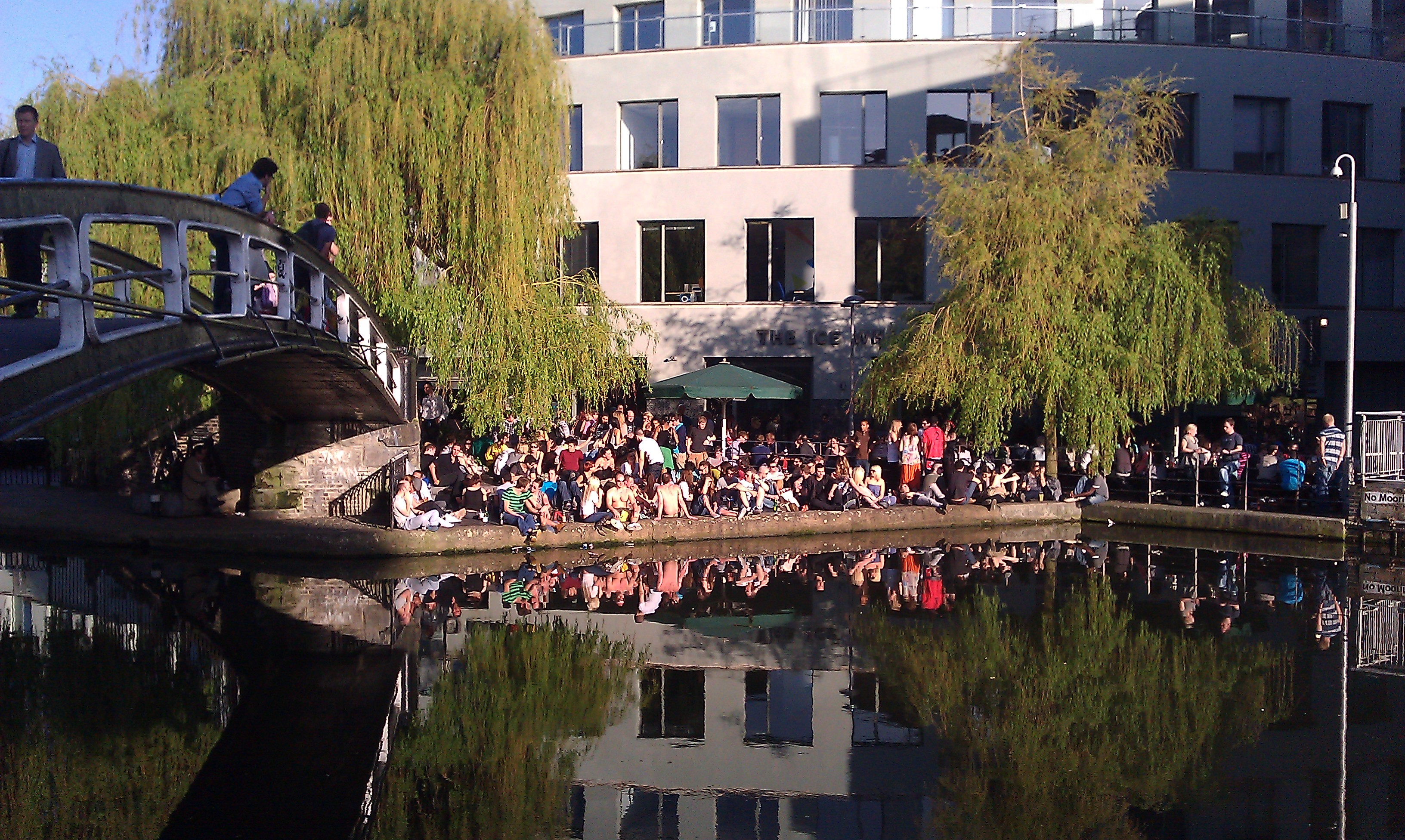
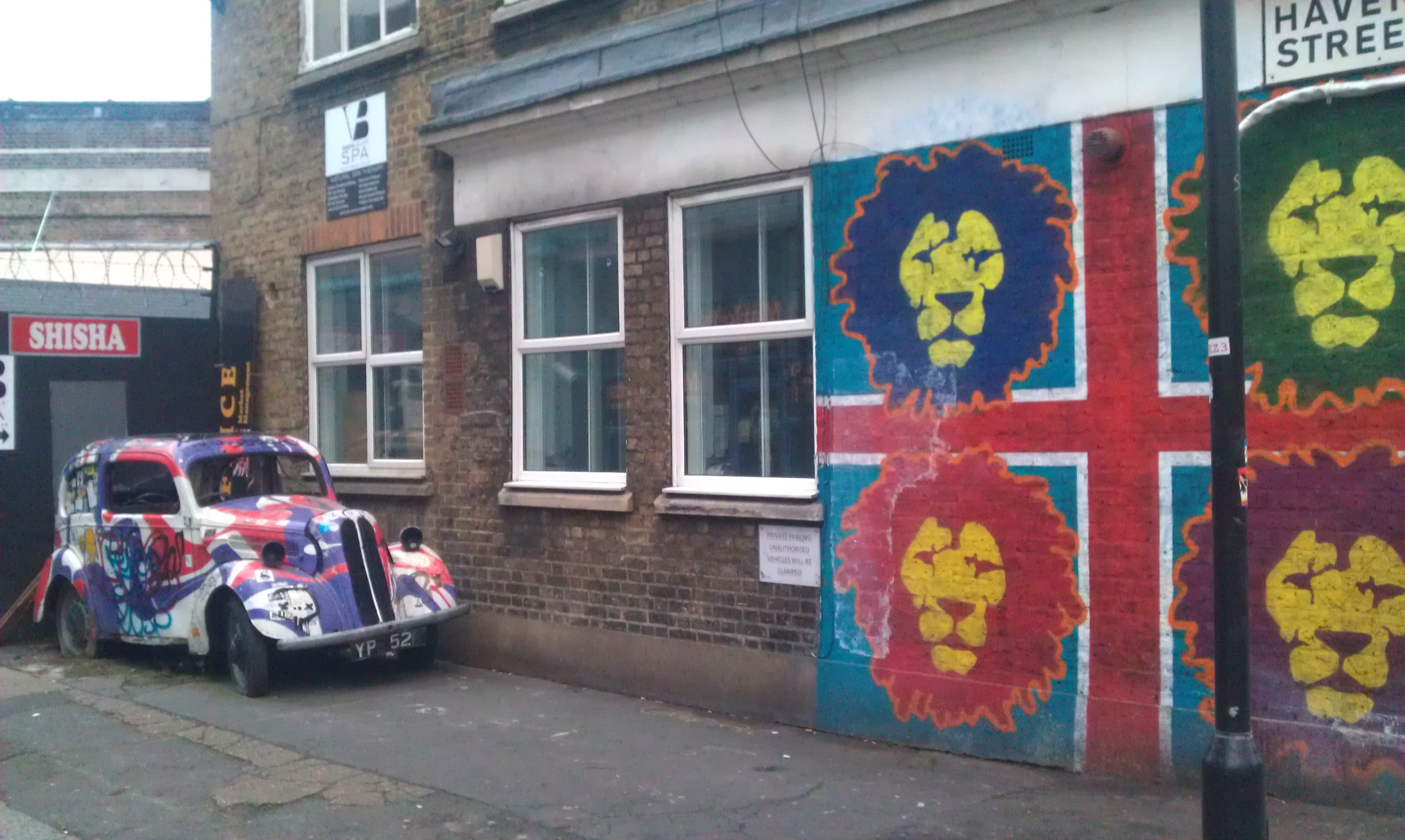
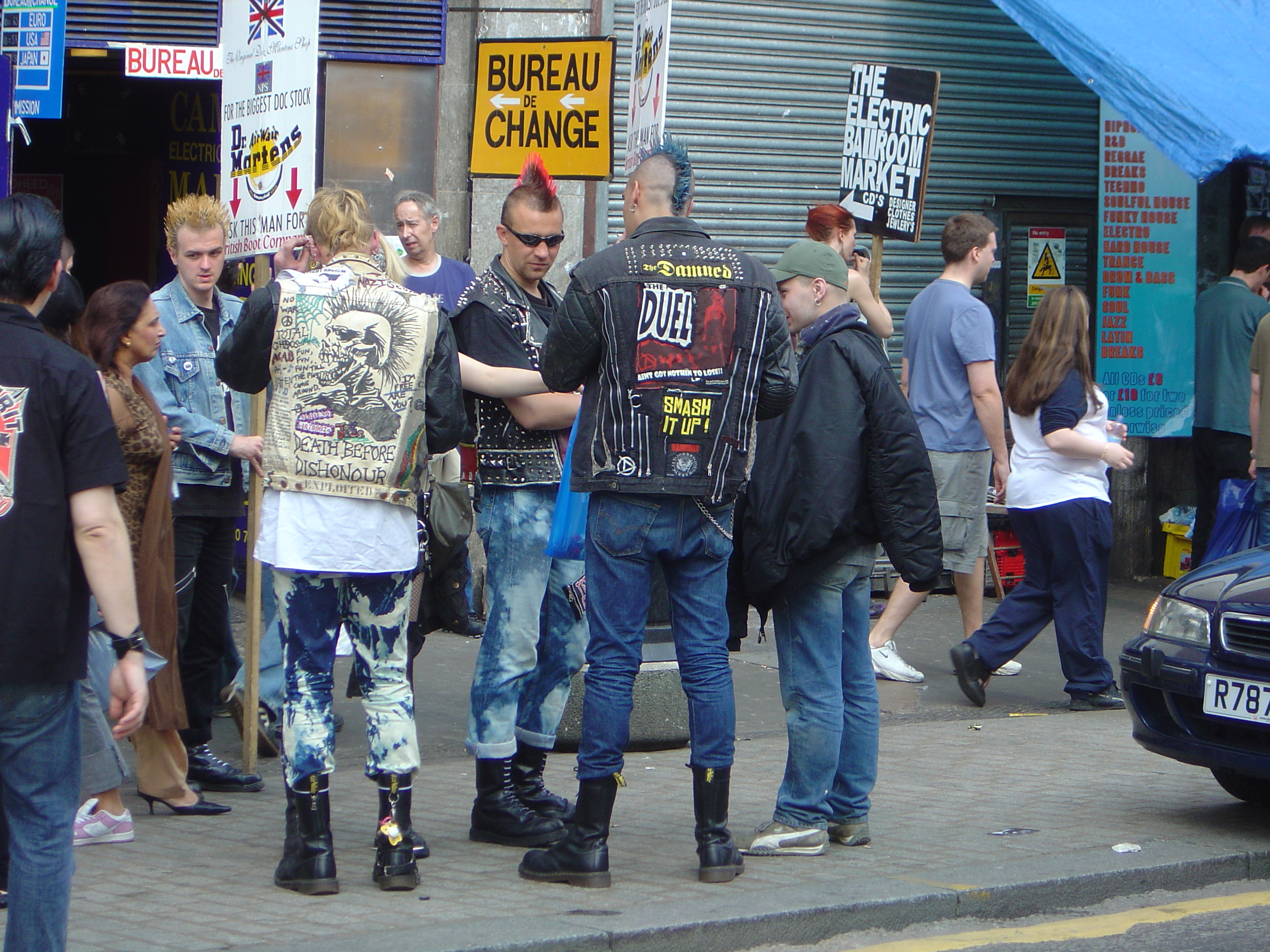
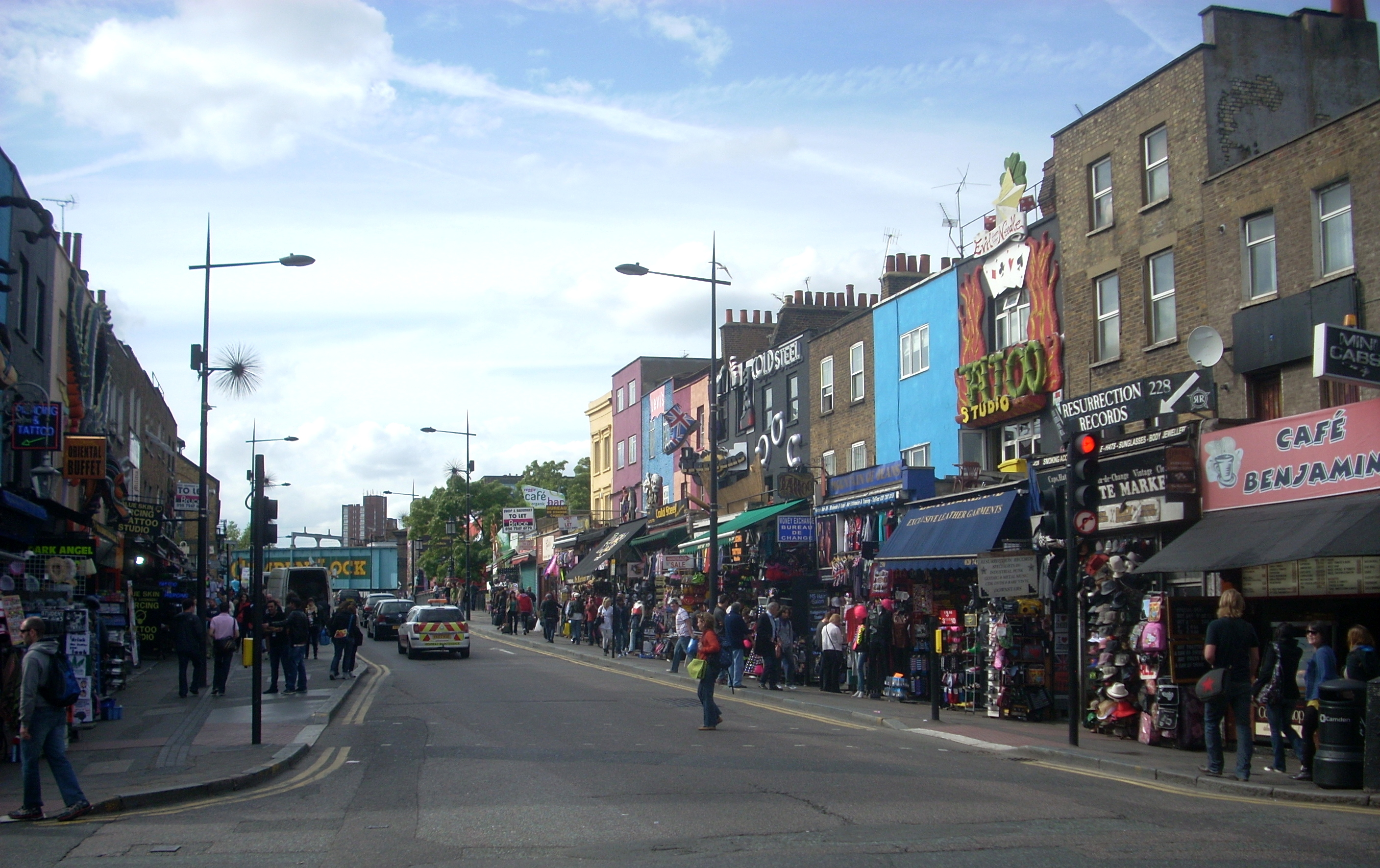
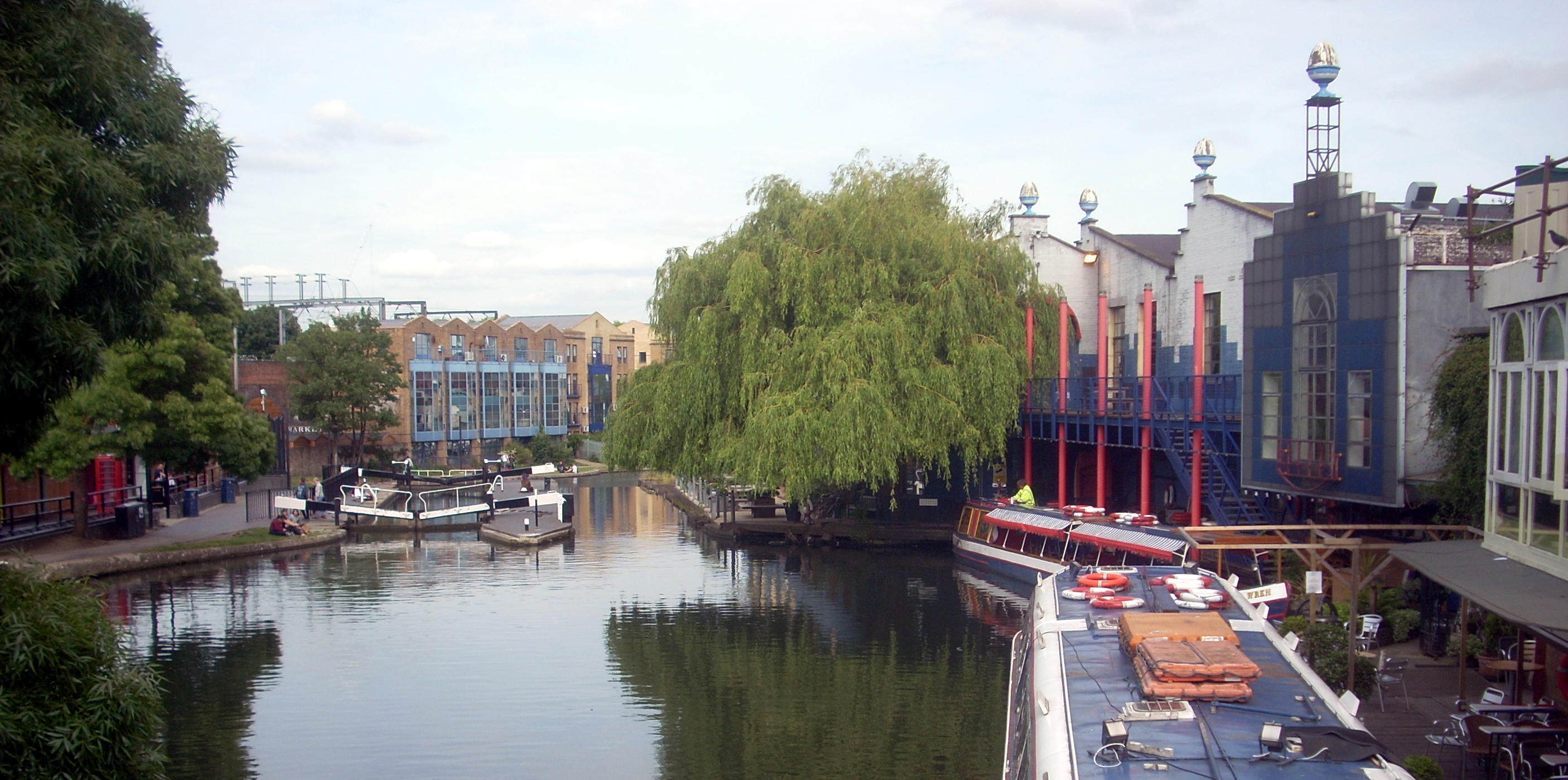